# 완주 정수사 목조아미타여래삼존상
완주 정수사 목조아미타여래삼존상(完州 靜水寺 木造阿彌陀如來三尊像)은 대한민국 전북특별자치도 완주군, 정수사에 있는 조선시대의 불상이다. 1999년 4월 23일 전라북도의 유형문화재 제167호로 지정되었다.

## 개요
전라북도 완주군 상관면의 정수사는 통일신라 진성여왕 2년(889)에 도선국사가 세웠다고 하나 확실하지 않다. 정수사의 극락전에는 목조아미타여래좌상을 주존불로 모시고 왼쪽에는 목조관세음보살좌상, 오른쪽에는 목조대세지보살좌상을 배치하고 있다.
아미타여래좌상은 머리에 작은 소라 모양의 머리칼을 붙여 놓았으며, 양쪽 귀가 길고 목에는 3개의 주름이 표현되었다. 원만한 인상과 정제된 눈·코·입 등에서 온유한 느낌을 풍긴다. 양 어깨를 감싸고 있는 옷은 양 팔에 걸쳐 길게 흘러내려 무릎을 덮고 있다. 오른손은 어깨까지 들어 엄지와 중지를 맞대고 있으며, 왼손은 수평으로 들어 엄지와 중지를 맞대고 있다.
관세음보살좌상은 머리에 화려한 보관(寶冠)을 쓰고 있으며 인상은 원만하고 가슴에는 구슬 목걸이가 화려하게 장식되었다. 정돈된 몸체에 양 어깨를 감싸고 있는 옷자락은 길게 흘러 양쪽 무릎을 덮고 있다. 대세지보살좌상의 모습도 관세음보살좌상과 거의 비슷하다.
최근 아미타여래좌상 속에서 발견된 기록에 의하여 효종 3년(1652)에 만들었음을 알 수 있게 되었다.

## 같이 보기
- 정수사

## 참고 자료
- 정수사목조아미타여래삼존상 - 국가유산청 국가유산포털